# Things That U Do
Things That U Do è il terzo singolo del rapper statunitense Jay-Z, pubblicato il 15 febbraio 2000 ed estratto dal suo quarto album, Vol. 3... Life and Times of S. Carter. Pubblicato da Roc-A-Fella e Def Jam, è prodotto da Swizz Beatz e vede la partecipazione di Mariah Carey. Il singolo non è stato distribuito su CD né è stato promosso adeguatamente, non riuscendo a entrare nelle classifiche.

## Tracce

### Vinile
Lato A
1. Things That U Do (Radio Edit)
2. Things That U Do (LP Version)
3. Things That U Do (Instrumental)

Lato B
1. Big Pimpin' (Radio Edit)
2. Big Pimpin' (LP Version)
3. Big Pimpin' (Instrumental)